# Berufsbildungszentrum Pfäffikon
Das Berufsbildungszentrum Pfäffikon (BBZP) ist eine Berufsschule in Pfäffikon SZ. Sie entstand 2006 aus der Fusion der Landwirtschaftlichen Schule Pfäffikon und der gewerblich-industriellen Berufsschule Pfäffikon. Die Schule zählt rund 1100 Schüler, welche von ungefähr 80 Lehrkräften unterrichtet werden. Es ist die einzige Berufsfachschule in der Region Ausserschwyz und Einsiedeln. Neben der Ausbildung der Lernenden in der Grundbildung (u. a. Fachmann Betriebsunterhalt, Polymechaniker, Konstrukteure, Fachpersonen Gesundheit, Logistiker, Restaurationsfachleute) werden noch Lernende der Brückenangebote unterrichtet. Daneben führt das BBZP eine Vollzeitberufsmatura in zwei Fachrichtungen und engagiert sich in der (bäuerlich-hauswirtschaftlichen) Aus- und Weiterbildung. 

## Standort
Das BBZ Pfäffikon besitzt zwei Standorte, einen an der Schützenstrasse und einen im Römerrain. 
Der Standort Schützenstrasse ist in der Nähe des Alpamare und des Seedamm-Centers. Die nächste ZVV-Haltestelle ist die Station Kantons- und Berufsschule, der Buslinie 195. Das BBZ besitzt eine separate Mensa, die aber im Gebäude der Kantonsschule Pfäffikon untergebracht ist. Die kantonale Turnhalle teilt sich die Berufsschule mit der Kantonsschule.
Der Standort Römerrain befindet sich in der Nähe der katholischen Kirche. Er ist etwa zehn Minuten vom Bahnhof entfernt.

## Geschichte
Das Berufsbildungszentrum Pfäffikon ist aus einer Vereinigung der Berufsschule Pfäffikon und der Landwirtschaftsschule Pfäffikon hervorgegangen, die am 31. Juli 2006 miteinander fusionierten.
Die Landwirtschaftliche Schule war 1922/25 mit einem Vertrag zwischen dem Kanton Schwyz und dem Kloster Einsiedeln gegründet worden und wurde vom Kloster betrieben und finanziert. Sie ist damit die älteste Berufsschule im Kanton Schwyz und wurde noch vor dem eidgenössischen Gesetz (1931) zur obligatorischen Berufsschule installiert. Die Schule wurde als Internatsschule mit verpflichtender Heimanwesenheit im Winter betrieben.

Die Berufsschule Pfäffikon war 1963 nach Kantonsbeschluss errichtet worden.

### Schulhaus Schützenstrasse
Nachdem der Kantonsrat im Jahre 1963 den Antrag für eine Berufsschule vorgeschlagen hat, hat das Stimmvolk vier Jahre später, am 4. Juni 1967 den Kredit von 4.6 Millionen angenommen. Am 1. August 1969 wurde der erste Teil des Schulhauses fertiggestellt. Der zweite Teil folgte im Jahre 1987.

### Schulhaus Römerrain/Schlossmühle Pfäffikon (Gemeindehaus)
Am 4. November 1925 eröffnete man im heutigen Gemeindehaus Dorf in Pfäffikon SZ die erste Landwirtschaftsschule des Kantons. Vierzehn Jahre später wurde dann das Schulhaus Römerrain gebaut. 1986 baute man einen Neubau am Schulhaus an. Im Jahre 1991 übergab das Kloster Einsiedeln die Führung der Schule am Kanton. Der Kanton kaufte die 18.2 Millionen teure Liegenschaft am 27. September 1992.

### Berufsbildungszentrum Pfäffikon
Der Regierungsrat des Kantons Schwyz erteilte im Herbst 2004 einer Arbeitsgruppe den Auftrag, eine Fusion aller berufsbildenden Schulen am Standort Pfäffikon zu prüfen. Bereits im Januar 2005 wurde das Konzept des neuen Berufsbildungszentrums in Pfäffikon genehmigt und mit dem Schuljahr 2006/2007 nahm das BBZ Pfäffikon den Betrieb auf.
Entstanden ist das Berufsbildungszentrum aus dem Zusammenschluss der gewerblich-industriellen Berufsschule Pfäffikon und der Landwirtschaftlichen Schule Pfäffikon.

## Bildungsangebot
Im BBZ Pfäffikon werden folgende Berufe ausgebildet:
- Assistent Gesundheit und Soziales
- Fachfrau/Fachmann Betriebsunterhalt
- Fachfrau/Fachmann Gesundheit
- Heizungsinstallateurin
- Landwirt
- Metallbauerin
- Polymechaniker
- Konstrukteurin
- Produktionsmechaniker
- Sanitärinstallateur
- Spenglerin
- Haustechnikpraktiker
- Logistiker
- Restaurationsfachleute
- Allgemeinbildung in allen Berufen

Ausserdem kann man am BBZP eine Berufsmaturität abschliessen. (Technik und Informationstechnologie und Gesundheit).